# Lilla Aspan
Lilla Aspan är en sjö i Falu kommun i Dalarna och ingår i Dalälvens huvudavrinningsområde. Sjön är 12,5 meter djup, har en yta på 0,81 kvadratkilometer och är belägen 110 meter över havet. Sjön avvattnas av vattendraget Aspån.

## Delavrinningsområde
Lilla Aspan ingår i det delavrinningsområde (671307-148580) som SMHI kallar för Utloppet av Lilla Aspan. Medelhöjden är 134 meter över havet och ytan är 5,59 kvadratkilometer. Räknas de 11 avrinningsområdena uppströms in blir den ackumulerade arean 86,42 kvadratkilometer. Aspån som avvattnar avrinningsområdet har biflödesordning 3, vilket innebär att vattnet flödar genom totalt 3 vattendrag innan det når havet efter 212 kilometer. Avrinningsområdet består mestadels av skog (56 procent) och jordbruk (18 procent). Avrinningsområdet har 0,8 kvadratkilometer vattenytor vilket ger det en sjöprocent på 14,3 procent.